# The Modern Lovers (album)
The Modern Lovers è il primo album registrato dalla band The Modern Lovers. È stato pubblicato dall'etichetta Beserkley Records nel 1976, anche se il primo cd contenente 9 brani venne registrato nel 1972. La maggior parte delle tracce sono prodotte da John Cale. Nel 2003 la rivista Rolling Stone pubblicò la lista dei primi 500 album migliori al mondo, l'album appare alla 381ª posizione.

## Lista tracce
Tutte le canzoni sono di Jonathan Richman.

### Cd A
1. Roadrunner – 4:04
2. Astral Plane – 3:00
3. Old World – 4:00
4. Pablo Picasso – 4:15

### Cd B
1. She Cracked – 2:53
2. Hospital – 5:31
3. Someone I Care About – 3:37
4. Girl Friend – 3:51
5. Modern World – 3:40

### Cd del 1989 con le bonus tracks
1. I'm Straight – 4:18
2. Dignified and Old – 2:29
3. Government Center – 2:03

### Cd del 2003 con le bonus tracks
1. Dignified & Old – 2:29
2. I'm Straight – 4:18
3. Government Center – 2:03
4. I Wanna Sleep in Your Arms - 2:32
5. Dance With Me - 4:26
6. Someone I Care About (alternative version) - 2:58
7. Modern World (alternative version) - 3:16
8. Roadrunner (alternative version) - 4:55